# 近視眼的マーケティング
マーケティング近視眼(近視眼的マーケティング)（w:marketing myopia）とは、セオドア・レビット（w:Theodore Levitt、元ハーバード・ビジネス・スクール名誉教授）が1960年にハーバード・ビジネス・レビューで発表した概念である。

## 概要
企業が商品を販売するにあたって、その商品の機能のみに着眼してしまうと自らの使命を狭く定義することになり、そのような方法では競合や環境変化が起これば対応しきれないことを説明している。レビットは「顧客は商品を買うのではない。その商品が提供するベネフィットを購入しているのだ」と主張しているとおり、顧客は商品そのものを必要としてるのではなく、その商品によってもたらされる期待価値を得るために購入しているとして「顧客志向」という概念の重要性を広く知らしめた。

## 代表的な引用例
- 鉄道会社

「当時自動車や航空機などの進展によって衰退へと追いやられた鉄道会社は、人や物を目的地に運ぶことと捉えず、車両を動かすことを自らの使命と定義したことが衰退の要因である。」
- アメリカ映画業界

「映画業界は自らをエンタティメント産業と捉えず、映画製作会社と捉えてしまったことにある。」
- ハリウッド業界

「ハリウッドがテレビ業界を拒否してしまったのは、自らをエンタティメント業界の一員であることを定義していなかったからだ。」